# Ferrovia Orbetello-Porto Santo Stefano

Un treno in transito sulla ferrovia agli inizi del Novecento

La ferrovia Orbetello-Porto Santo Stefano, chiamata anche ferrovia dell'Argentario, era una linea ferroviaria dismessa che collegava Orbetello Scalo a Porto Santo Stefano, sulla costa nord-occidentale del Monte Argentario.

## Storia
La realizzazione della ferrovia Orbetello-Porto Santo Stefano fu promossa dalla Società Nazionale Ferrovie e Tramvie (SNFT), una società nata in Emilia-Romagna sul finire dell'Ottocento che stava cercando di estendere il suo raggio d'azione in Toscana. Nel 1906 la SNFT presentò il progetto della ferrovia che prevedeva il collegamento della stazione di Orbetello, sulla ferrovia Tirrenica gestita dalle Ferrovie dello Stato, con il centro abitato di Porto Santo Stefano. Nelle intenzioni della SNFT la ferrovia avrebbe dovuto proseguire ben oltre Orbetello ed estendersi in direzione di Orvieto e Foligno fino a connettersi ad Ancona, realizzando di fatto un ambizioso collegamento transappenninico fra il Mar Tirreno e il Mar Adriatico; alla fine, tuttavia, tale progetto rimase sulla carta e solo il tratto compreso fra Porto Santo Stefano e Orbetello vide effettivamente la luce.
Ottenuta l'autorizzazione alla costruzione della strada ferrata, la SNFT portò a compimento i lavori di realizzazione del binario della ferrovia dell'Argentario in circa due anni, fra il 1911 e il 1913, nonostante le notevoli difficoltà incontrate nell'attraversamento della laguna di Orbetello. L'inaugurazione della linea si tenne il 17 dicembre 1913, ma solo tre anni dopo fu possibile attestare le corse presso la stazione FS di Orbetello: fino ad allora la linea rimase disconnessa dalla ferrovia Tirrenica e aveva il proprio capolinea presso una stazione provvisoria in località Orbetello Scalo, poi declassata a scalo merci. Nel 1914 fu intanto attivato un raccordo merci a scartamento ridotto che si diramava dalla ferrovia all'altezza della stazione di Terrarossa, realizzato per servire le vicine miniere di pirite del Monte Argentario.

La stazione di Porto Santo Stefano in una cartolina d'epoca

La prima guerra mondiale portò benefici alla ferrovia in termini di traffico sia di merci che di passeggeri. La Croce Rossa aveva infatti aperto un ospedale dedicato ai feriti di guerra proprio a Porto Santo Stefano e, per raggiungerlo, faceva ampio utilizzo del treno. Allo stesso tempo un importante stabilimento chimico situato nei pressi del capolinea di Orbetello si serviva della ferrovia per movimentare i propri prodotti verso Porto Santo Stefano. La seconda guerra mondiale, tuttavia, causò danni di vaste proporzioni alla linea, che fu interrotta e ripristinata più volte sino alla definitiva chiusura, avvenuta a seguito dei bombardamenti alleati del marzo 1944, che danneggiarono pesantemente la ferrovia sia a Porto Santo Stefano che a Orbetello. La SNFT sopperì all'interruzione del servizio ferroviario con l'attivazione di un servizio di autobus e, a guerra conclusa, chiese la ricostruzione della linea, che però fu giudicata sconveniente e non fu autorizzata.
Si tornò a parlare della ricostruzione della ferrovia dell'Argentario negli anni settanta, quando la Regione Toscana e la Provincia di Grosseto approntarono un progetto di ripristino della linea, stavolta a trazione elettrica, volto a potenziare la viabilità della zona del Monte Argentario a beneficio di turismo e commercio. In un primo tempo il progetto sembrò destinato a concretizzarsi, al punto che nel capolinea di Porto Santo Stefano furono posate le prime rotaie in vista dell'imminente riapertura della ferrovia, ma nel 1982 il Ministero dei Trasporti bloccò la riattivazione della linea, ritenendo che il traffico su di essa non sarebbe stato abbastanza sostenuto da giustificare l'investimento.

## Caratteristiche
| Unknown route-map component "CONTgq" | Unknown route-map component "STR+r" |  |

| Station on track |

|  | Unknown route-map component "xABZgl" | Unknown route-map component "CONTfq" |

| Unknown route-map component "exBHF" |

| Unknown route-map component "exBHF" |

| Unknown route-map component "exhKRZWae" |

| Unknown route-map component "exHST" |

| Unknown route-map component "exHST" |

| Unknown route-map component "exHST" |

| Unknown route-map component "exENDEaq" | Unknown route-map component "exABZg+r" |  |

| Unknown route-map component "exKBHFe" |

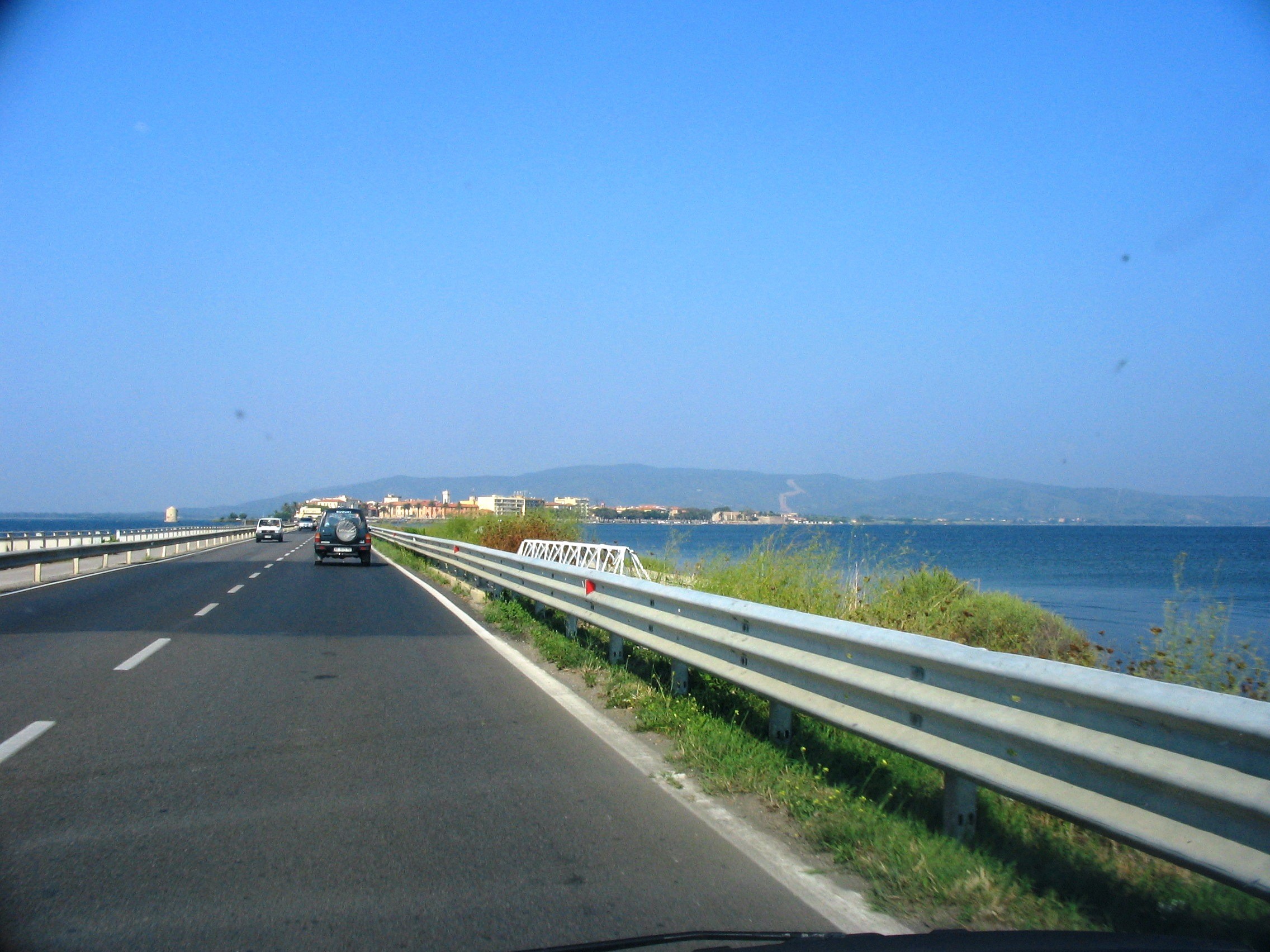
La strada provinciale 161 all'altezza della Diga Leopoldina: in questo punto la strada ha occupato il sedime della ferrovia dopo la sua dismissione

Lunga in totale 13 chilometri, la linea si originava dal binario della ferrovia Tirrenica, che abbandonava in direzione di Roma subito dopo la stazione di Orbetello. Dirigendosi verso ovest, la linea lambiva il centro storico orbetellano e oltrepassava la laguna sulla Diga Leopoldina, fiancheggiando l'attuale strada provinciale 161. Giunto ai piedi del Monte Argentario, il binario proseguiva a nord del promontorio assecondando l'andamento del litorale tirrenico, superava diverse gallerie e raggiungeva infine il capolinea di Porto Santo Stefano. Queste gallerie, insieme ad un tratto in trincea in prossimità di Porto Santo Stefano, furono scavate direttamente nella roccia e sono tutt'oggi in buona parte riconoscibili. Dopo la sua dismissione il tragitto della ferrovia è stato in parte inglobato dalle strade urbane e in parte utilizzato come percorso ciclopedonale. Le tratte trasformate in ciclovia, compresi i percorsi in galleria, saranno inglobate nella futura Ciclovia Tirrenica costituendo uno dei due punti estremi della ciclovia trasversale Tirreno-Adriatico.